# Bicudo, o Lobisomem
Bicudo, o Lobisomem (Fangface) é um desenho animado produzido em 1978 pela Ruby-Spears Productions.
Derivado direto do Scooby-Doo, também criado por Joe Ruby e Ken Spears, o desenho conta com quatro adolescentes: Kim, Bill (ou Biff, na versão original), Gordinho (Puggsy no original) e Bicudo (Sherman "Fangs" Fangsworth) que se transforma num lobisomem toda vez que vê a lua ou uma imagem da lua - e que consegue resolver mistérios envolvendo assombrações. Bicudo, logo que se transforma, costuma atacar Gordinho, antes de reconhecer seu amigo (ele não é muito inteligente, estando normal ou como lobisomem). Sempre que ouve alguma palavra que lembre comida, ele tenta comer o Gordinho. Quando isso acontece, Bill e/ou Kim o acalmam. Também, quando acontece de Bicudo ver sua imagem num espelho, ele enlouquece, correndo em círculos pelo chão. Quando vê o sol, ou uma imagem do sol, Bicudo se transforma novamente e volta ao normal.
Apesar dos apuros temporários que Gordinho passa quando Bicudo se transforma, a turma nunca hesita em fazê-lo se transformar para tirar vantagem do poder do lobisomem em conter algum perigo. Na verdade, eles sempre se referem a Bicudo, transformado em lobisomem, como sua "arma secreta".
Bicudo não tem consciência da sua forma de lobisomem, mas ao se transformar já toma conhecimento imediato do que se passa. Por isso ele nunca parece ter dúvida de como ele pode estar sempre num lugar diferente, enquanto ao voltar ao normal, ele sempre se sente desconcentrado.

## História
Bicudo, o Lobisomem teve apenas uma temporada em 1978. Em 1979 foi lançada uma segunda temporada intitulada Bicudo e Bicudinho, (Fangface and Fangpuss no original), e apresentou um novo personagem: Bicudinho, um primo bebê de Bicudo, que também se transforma num bebê-lobisomem (o que contradizia a abertura do desenho original, que dizia que apenas um lobisomem nascia na família a cada 400 anos), a série terminou em 1980. Depois disso, Bicudo o Lobisomem caiu no esquecimento, até ser novamente apresentado no Cartoon Network e mais tarde no Boomerang. 
No Brasil, o desenho foi apresentado pela Rede Globo no fim dos anos 70, dentro da sessão Globo Cor Especial e nos anos 80, dentro do programa Balão Mágico e também dentro do programa Clube da Criança da Rede Manchete . Foi reprisado pela CNT nos anos 90, por volta de 2000 no Boomerang e pelo SBT em 2007.

## Episódios
nomes originais (em inglês)

### Primeira temporada
1. A Heap Of Trouble
2. A Creep From The Deep
3. The Shocking Creature Feature
4. Westward Ho To The UFO
5. The Great Ape Escape
6. Dinosaur Daze
7. Don't Abra When You Cadabra
8. Space Monster Mishap
9. The Invisible Menace Mix-up
10. The Cuckoo Carnival Calamity
11. Begone, You Amazon
12. Snow Job Jitters
13. The Goofy Gargoyle Goof-Up
14. A Toothy Shark Is No Lark
15. Where's The Wolf That's The Werewolf
16. Don't Get Mean With The Cobra Queen

### Segunda temporada
1. There Is Nothing Worse Than a Stony Curse
2. Evil Guider of the Giant Spider
3. Dr. Lupiter and the Thing from Jupiter
4. Who Do the Voodoo The Creepy
5. Goon from the Spooky Lagoon
6. A Scary Affair in the Skullman's Lair
7. A Time-Machine Trip to the Pirate's Ship
8. The Ill-Will of Dr. Chill
9. The Romantic Plot of the She-Wolf Robot
10. The Sinister Plan of Lizard Man
11. Royal Trouble with the King's Double
12. The Stone-Cold Dragon of Gold
13. The Evil Design of Vulture-Man's Mind
14. The Defiant Casablanca Giant
15. The Film Fiasco of Director Disastro
16. A Goofy Bungle in the Filipino Jungle